# (857) Глазенаппия
(857) Глазенаппия (лат. Glasenappia) — астероид главного пояса, принадлежащий к спектральному классу MU. Астероид был открыт 6 апреля 1916 года российским астрономом Сергеем Ивановичем Белявским в Симеизской обсерватории, в Крыму и назван в честь российского астронома Сергея Павловича Глазенапа.
Астероид проявляет признаки металлического астероида спектрального класса М, но имеет признаки не присущие ни этому, ни другим спектральным классам по классификации Толена.